# Henry Darger
Henry Darger (ur. 12 kwietnia 1892 w Chicago, zm. 13 kwietnia 1973 tamże) – amerykański pisarz i malarz; artystyczny introwertyk odkryty po śmierci.

## Życiorys
Jest autorem liczącej ok. 15 tys. stron epopei pod tytułem Historia Dziewcząt Vivian, znana również jako Krainy Nierealnego, czyli rzecz o glandeko-angeliniańskiej burzy wojennej, spowodowanej buntem zniewolonych dzieci (The Story of the Vivian Girls, in What is known as the Realms of the Unreal, of the Glandeco-Angelinnian War Storm, Caused by the Child Slave Rebellion), którą zilustrował ponad 300 akwarelami. Nad dziełem pracował w latach 1910–1934.
Jego malarstwo (ograniczone do ilustracji), początkowo zaszufladkowane do art brut, łączy w sobie wiele elementów i technik malarskich: od komiksu, gazetowego kalkowania, kolażu, po akwarele – stąd współcześnie mówi się o nim niejako jak o proroku postmodernistycznego, eklektycznego malarstwa.
Szerokiej publiczności i krytykom artystycznym znany od połowy lat 70. XX wieku, natomiast polskiemu widzowi ukazany po raz pierwszy w 2005 roku na wystawie „Okropności wojny” w Centrum Sztuki Współczesnej w Zamku Ujazdowskim.
W roku 2004 powstał poświęcony Henry’emu Dargerowi i jego dziełu pełnometrażowy film dokumentalny pt. In the Realms of the Unreal (scen. i reż. Jessica Yu).